# Sportler des Jahres 2007 (Deutschland)
Die Sportler des Jahres 2007 in Deutschland wurden von Fachjournalisten gewählt und am 22. Dezember im Kurhaus von Baden-Baden ausgezeichnet. Veranstaltet wurde die Wahl zum 61. Mal von der Internationalen Sport-Korrespondenz (ISK).

## Männer
| Platz | Sportler         | Sportart              | Punkte | Erfolge 2007 |
| ----- | ---------------- | --------------------- | ------ | --- |
| 1.    | Fabian Hambüchen | Turnen                | 4575   | Weltmeister am Reck, Silber im Mehrkampf und Bronze im Mannschafts-Mehrkampf                                                                       |
| 2.    | Timo Boll        | Tischtennis           | 1614   | Europameister im Einzel, im Doppel und mit der Mannschaft                                                                                          |
| 3.    | Dirk Nowitzki    | Basketball            | 1530   | Wertvollster Spieler der NBA-Saison 2006/07 |
| 4.    | Ronny Ackermann  | Nordische Kombination | 1192   | Weltmeister im Einzel und Vizeweltmeister mit der Mannschaft                                                                                       |
| 5.    | Tobias Angerer   | Skilanglauf           | 1144   | Silber im Skiathlon und Bronze über 15 km Freistil bei den Nordischen Skiweltmeisterschaften                                                       |
| 6.    | Michael Greis    | Biathlon              | 955    | Gesamtweltcupsieger und Weltcupsieger im Sprint der Saison 2006/07, Weltmeister im Massenstart, Vizeweltmeister im Einzel, Dritter mit der Staffel |
| 7.    | Daniel Unger     | Triathlon             | 843    | Triathlon-Weltmeister (Kurzdistanz) sowie Dritter bei der Europameisterschaft (Kurzdistanz)                                                        |
| 8.    | Michael Kraus    | Handball              | 694    | Weltmeister mit der deutschen Nationalmannschaft sowie Mitglied des Allstar-Teams der WM 2007                                                      |
| 9.    | Peter Joppich    | Fechten               | 520    | Weltmeister im Florett (Einzel) und Vizeweltmeister sowie Europameister mit der deutschen Florettmannschaft                                        |
| 10.   | Mario Gómez      | Fußball               | 500    | Deutscher Fußballer des Jahres sowie Deutscher Meister mit dem VfB Stuttgart                                                                       |

## Frauen
| Platz | Sportler         | Sportart       | Punkte | Erfolge 2007 |
| ----- | ---------------- | -------------- | ------ | --- |
| 1.    | Magdalena Neuner | Biathlon       | 3410   | dreifache Weltmeisterin |
| 2.    | Franka Dietzsch  | Diskuswurf     | 2373   | Weltmeisterin |
| 3.    | Nadine Angerer   | Frauenfußball  | 1543   | Weltmeisterin mit der deutschen Nationalmannschaft sowie beste Torhüterin der WM (ohne Gegentor im Turnier)                                                      |
| 4.    | Regina Halmich   | Boxen          | 1360   | seit 1995 ungeschlagene Weltmeisterin der WIBF |
| 5.    | Andrea Henkel    | Biathlon       | 1011   | Gesamtweltcupsiegerin, Weltcupsiegerin im Sprint und Einzel der Saison 2006/07. Zudem Weltmeisterin im Massenstart und mit der Staffel                           |
| 6.    | Birgit Prinz     | Frauenfußball  | 888    | Weltmeisterin mit der deutschen Nationalmannschaft sowie Deutsche Meisterin mit dem 1. FFC Frankfurt                                                             |
| 7.    | Betty Heidler    | Hammerwurf     | 811    | Weltmeisterin |
| 8.    | Anni Friesinger  | Eisschnelllauf | 716    | Sprintweltmeisterin und Vizeweltmeisterin über 1000 Meter |
| 9.    | Jenny Wolf       | Eisschnelllauf | 678    | Gesamtweltcupsiegerin auf der 100-Meter und 500-Meter-Strecke sowie Weltmeisterin auf der 2 × 500-Meter-Strecke                                                  |
| 10.   | Nadine Krause    | Handball       | 649    | Drittplatzierte der Weltmeisterschaft mit der deutschen Nationalmannschaft, deutsche Vizemeisterin mit Bayer 04 Leverkusen sowie Handballerin der Saison 2006/07 |

## Mannschaften
| Platz | Sportler                                    | Sportart      | Punkte | Erfolge 2007                                                       |
| ----- | ------------------------------------------- | ------------- | ------ | ------------------------------------------------------------------ |
| 1.    | Männer-Handballnationalmannschaft           | Handball      | 4677   | Weltmeister                                                        |
| 2.    | Frauen-Fußballnationalmannschaft            | Frauenfußball | 4118   | Weltmeister                                                        |
| 3.    | THW Kiel                                    | Handball      | 1413   | Meister, Pokalsieger und Champions-League-Gewinner                 |
| 4.    | Biathlon-Frauenstaffel                      | Biathlon      | 1073   | Weltmeister                                                        |
| 5.    | VfB Stuttgart                               | Fußball       | 953    | Deutscher Meister                                                  |
| 6.    | DTB-Riege (Männer)                          | Turnen        | 942    | Dritter bei den Weltmeisterschaften                                |
| 7.    | Deutsche Hockeynationalmannschaft der Damen | Hockey        | 759    | Europameister im Feldhockey                                        |
| 8.    | VfB Friedrichshafen (Männer)                | Volleyball    | 541    | Champions-League-Sieger, Deutscher Meister und Pokalsieger des DVV |
| 9.    | Männer-Fußballnationalmannschaft            | Fußball       | 460    |                                                                    |
| 10.   | Aljona Savchenko/Robin Szolkowy             | Eiskunstlauf  | 236    | Bronze bei den Weltmeisterschaften sowie Europameister             |